# Tom kha gai
La tom kha gai o tom kha kai (in thailandese ต้มข่า ไก่, traslitterazione IPA tôm kʰàː kàj, in laotiano ຕົ້ມ ຂ່າ ໄກ່, traslitterato tôm kʰāː kāj, letteralmente "zuppa di pollo alla galanga") è una zuppa cremosa, piccante e agrodolce a base di latte di cocco tipica della cucina thailandese e laotiana. È abbastanza simile alla versione con latte di cocco della tom yam, la tom yam kati (ต้มยำกะทิ).

## Storia
Il piatto fa parte da lungo tempo della tradizione culinaria thailandese. Nel libro di cucina Tam raa gap khao (ตำรากับเข้า) del 1890 di Maawm Sohm Jeen veniva descritta la tom kha bpet, tom kha all'anatra, con una ricetta molto simile a quelle odierne che prevedeva l'utilizzo di peperoncini lunghi abbrustoliti e secchi, pasta di peperoncino, pasta di gamberetti, scalogno e aglio abbrustoliti.

## Ingredienti
Gli ingredienti da usare sono latte di cocco, petto di pollo, acqua e funghi, preferibilmente la varietà fungo di paglia. Come spezie si utilizzano galanga, foglie di combava, citronella coriandolo e peperoncino thai. Si insaporisce ulteriormente con salsa di pesce e succo di limetta. A volte vengono aggiunti anche peperoncini fritti.

## Preparazione
Di seguito una ricetta di uno chef thailandese per quattro persone. Se non fosse possibile preparare il latte di cocco con il frutto fresco si possono utilizzare una o due lattine di latte di cocco reperibili nei negozi. Il petto di pollo (circa 3 etti) va tagliato a cubetti di circa due centimetri a 45° rispetto alla fibra della carne. Fare bollire la parte più liquida del latte di cocco e aggiungere il pollo per un paio di minuti, per poi rimuoverlo e metterlo da parte. Mischiare quindi metà della parte densa del latte di cocco con acqua e portare a ebollizione, aggiungere quindi due pezzi da 5 cm di galanga pestata con cura in un mortaio e continuare a bollire a fuoco lento per 5 minuti. Rimuovere e gettare la galanga e sostituirla con un quarto di tazza di altra galanga tritata finemente.
Si può evitare questa prima parte della preparazione utilizzando la pasta di tom kha disponibile in commercio in confezioni che riportano le istruzioni di cottura. Nella zuppa in ebollizione vanno messi 7-8 funghi piuttosto grandi, continuare a fuoco medio basso per altri 2-3 minuti poi versare la salsa di pesce a piacere, il pollo cotto in precedenza e la crema di cocco rimasta. Se si cucina troppo a lungo, la crema di cocco tende a separarsi. Verso fine cottura aggiungere le foglie di combava, succo di limetta e i peperoncini. A cottura ultimata versare nei piatti e mettere sopra le foglie di coriandolo. Servire a fianco di ogni piatto una ciottola di riso al vapore, preferibilmente riso Jasmine thailandese.